# Michael Zielonka
Michael Zielonka (* 9. März 1942 in Nordhausen am Harz; † 2. Dezember 2018 in Krefeld) war ein deutscher katholischer Priester und Schriftsteller.

## Leben
Michael Zielonka, geboren als Sohn von Elisabeth Zielonka, geborene Klose, und des Kaufmanns Richard Zielionka am Südrand des Harzes, floh im Januar 1945 mit Mutter und neugeborener Schwester aus seiner oberschlesischen Heimat nach Westen: nach Nordhausen, seinem Geburtsort, wo sein Vater als Soldat stationiert war. Er verbrachte seine Kindheit in dem thüringischen Ort Klettenberg. Ab 1956 absolvierte er eine Eisenbahnerlehre bei der Deutschen Reichsbahn, die er 1959 nach einer zweiten Flucht aus der DDR in Duisburg bei der Deutschen Bundesbahn (DB) als Jahrgangsbester abschloss. Ab 1960 war er in Duisburg DB-Beamtenanwärter. Er war katholisch und besuchte von 1960 bis 1964 neben seiner Berufstätigkeit das Collegium Marianum, ein katholisches Abendgymnasium in Neuss, an dem er 1964 die Reifeprüfung (Abitur) ablegte. Anschließend studierte er an Universitäten in Paris, Bayeux, Innsbruck (1967) und Rom Philosophie, Theologie und Romanistik und erwarb in Innsbruck den theologischen Magistergrad. In Urbino erhielt er 1972 ein Diplom für Italienische Sprache. Nachdem er seit 1966 längere Zeit in Klöstern des Ordens der Prämonstratenser in Mondaye/Normandie und in Duisburg-Hamborn gelebt hatte, empfing er 1973 die Priesterweihe für das Bistum Aachen.
Zielonka verfasste und publizierte ab 1969 belletristische Bücher – bis 1985 waren es sieben. Beruflich wirkte er zunächst von 1973 bis 1976 als Kaplan in Viersen-Dülken und von 1976 bis 1979 als Religionslehrer am Gymnasium Fabritianum in Krefeld-Uerdingen. 1979 ging er nach Rom, wo er bis 1981 Lehrer an der Deutschen Schule und Vizekurat an der Deutschen Kirche Santa Maria dell’Anima war. Von 1981 bis 1986 war er Hochschulpfarrer in Paris und zugleich Domvikar an der Kathedrale Notre-Dame. 1986 kehrte er nach Deutschland zurück und wirkte bis 1992 als Militärseelsorger in Geilenkirchen, Teveren und Düren. Von 1993 bis 1997 betreute er eine Pfarrei in Aachen und nahm zugleich publizistische Aufgaben im kirchlichen Bereich wahr. Von 1998 bis 2007 arbeitete er mit Wohnsitz Mönchengladbach als Schulseelsorger an einer Gesamtschule in Krefeld. Ab 2013 wohnte er wieder in Krefeld.
Er widmete sich aktiv der Briefseelsorge, lebte und arbeitete im entkirchlichten Milieu von Autoren und Intellektuellen mit Schwerpunkt Düsseldorf. Sein schriftstellerisches Werk umfasst Lyrik, Kurzprosa, Essays und den modernen religiösen Text. Parallel dazu entstanden Nachdichtungen der von Giorgio Faggin vorgelegten Übersetzungen aus der friaulischen Sprache. Im Mai 2010 umfasste sein Gesamtwerk 14 Bücher, zwei Partituren und ca. 400 verstreute Einzelveröffentlichungen, unter anderem Essays. Seine öffentliche Wirkung blieb freilich beschränkt. Die sprachliche Virtuosität des Gedichtsbandes Von der Genauigkeit der Ungenauigkeit (1981) erreichten seine späteren Publikationen nicht mehr.
Michael Zielonka war Mitglied des Verbandes Deutscher Schriftsteller. Er erhielt für Buchprojekte 1972, 1976 und 1981 ein Arbeitsstipendium des Landes Nordrhein-Westfalen sowie 1981 den Förderpreis zum Oberschlesischen Kulturpreis. In zahlreichen Essays und Erzählungen hat er das Land seiner Vorfahren beschrieben, aus dem diese 1945 flüchten mussten. 1971 wurde ihm für seine Initiative von Nachdichtungen romanischer Lyrik von der Spanischen Krone der Titel Ritter von Yuste verliehen.

## Werke
- 78 Gedichte, Doppelnummer der Lyrischen Hefte, ausgewählt von Arnfrid Astel, Inning 1969
- Ich, Zugabe zu meinem Nabelstrang (Lyrik), München 1970
- Zweifel und Fortschritte (kirchliche Lyrik), Hamburg 1972
- Bahrt mich mit Brille auf (Satiren, kabarettistische Lyrik), Darmstadt 1974
- Nichts als Liebeskummer (religiös-moderne Texte), Kevelaer 1976
- Von der Genauigkeit der Ungenauigkeit (enigmatische Lyrik), München 1981
- Unkonventionelle Meditationen (religiös-moderne Texte), Graz [u. a.] 1982
- Wortwörtlich leben (religiös-moderne Texte), Würzburg 1990
- Impulse zum Lesejahr A (Kurztexte zu Predigt und Liturgie), Nettetal 1995
- Impulse zum Lesejahr B (Kurztexte zu Predigt und Liturgie), Nettetal 1996
- Deutlicher leben (sein spirituelles Hauptwerk zu allen Themen des Jahreskreises), Nettetal 1996
- Impulse zum Lesejahr C (Kurztexte zu Predigt und Liturgie), Nettetal 1997
- Heiter durch das Kirchenjahr (Humoresken), Leipzig 2003
- Neue Fragen auf alte Antworten zu Religion und Religionen, Berlin 2010
- Sowohl entweder als auch oder. Erkundungen an den Grenzen des Katholischen, Berlin 2016

## Herausgeberschaft
- Friaulische Lyrik im zwanzigsten Jahrhundert, San Daniele 1975 (herausgegeben zusammen mit dem Übersetzer Giorgio Faggin)